# جون موراي (لاعب هوكي جليد)
جون موراي (بالإنجليزية: John Murray)‏ هو لاعب هوكي جليد أمريكي، ولد في 4 يوليو 1987 في لانكستر في الولايات المتحدة.

## وصلات خارجية
- جون موراي على موقع EliteProspects.com (الإنجليزية)
- جون موراي على موقع Eurohockey.com (الإنجليزية)
- جون موراي على موقع HockeyDB.com (الإنجليزية)